# Herbert Cram
Herbert Cram (* 25. Juni 1890 in Eagle Pass (Texas); † 31. Juli 1967 in Berlin) war ein deutscher Verleger.

## Leben
Herbert Cram war der Sohn deutscher Auswanderer in den USA, erhielt seine Ausbildung jedoch in Deutschland, wo er das Realgymnasium in Hildesheim und die Leibnizschule in Hannover besuchte, wo er 1910 sein Abitur ablegte. Er studierte ab 1911 an der Technischen Hochschule Charlottenburg Maschinenbau, musste sein Studium jedoch von 1914 bis Ende 1918 wegen Teilnahme am Ersten Weltkrieg unterbrechen. 1920 wurde er Diplom-Ingenieur und arbeitete als wissenschaftlicher Assistent an der Technischen Hochschule Charlottenburg. Im Januar 1919 heiratete er Clara de Gruyter (1891–1984), die Tochter des Verlegers Walter de Gruyter, die er bereits 1913 kennengelernt hatte. Nach dem überraschenden Tod seines Schwiegervaters 1923 wurde er zu seinem Nachfolger in der Geschäftsleitung des Verlags Walter de Gruyter & Co. aufgebaut. Er gab seine Stelle an der TH Charlottenburg auf und begann zum 1. Oktober 1923 im Verlag eine Lehre als Buchhändler. 1925 wurde er persönlich haftender Gesellschafter des Verlages. 1937 erwarb er den Technischen Verlag Moritz Krayn, der danach als Technischer Verlag Herbert Cram firmierte.
Nach der Einstellung des Verlagsbetriebs bei De Gruyter am Ende des Zweiten Weltkrieges erhielt er als erster Verlag im britischen Besatzungsgebiet bereits am 3. Oktober 1945 die Lizenz zur Wiedereröffnung des Verlags Walter de Gruyter & Co. Seine Nachfolge in der Leitung des Verlags übernahm sein Sohn Kurt-Georg Cram (1920–2012).
1955 erhielt Cram das Bundesverdienstkreuz, 1963 wurde er Ehrendoktor der philosophischen Fakultät der FU Berlin, ferner war er Ehrendoktor der theologischen Fakultät der Universität Marburg.